# Der schwarze Kanal
Der schwarze Kanal ("Il canale nero") è stato un programma televisivo di propaganda politica trasmesso ogni settimana dal 1960 al 1989 dalla Deutscher Fernsehfunk (DFF) nella Repubblica Democratica Tedesca. Ogni puntata era realizzata con alcuni filmati registrati dalla TV della Germania Ovest (RFT) che venivano in seguito rimontati e commentati con un'ottica comunista.
Il programma, della durata di 20 minuti, venne condotto da Karl-Eduard von Schnitzler ed iniziò il 21 marzo 1960. Il nome è un gioco di parole: in tedesco, "kanal" può essere usato in riferimento a una rete televisiva, ma "schwarze kanal" è anche un eufemismo usato nel gergo degli idraulici per indicare la fognatura: esso andava pertanto a qualificare come "spazzatura" la televisione tedesca occidentale. Sebbene il programma fosse stato concepito soprattutto per l'audience interna, inizialmente gli autori sperarono che gli occidentali in grado di ricevere il segnale della DFF potessero guardarlo.

## Storia

Penetrazione terrestre della ricezione (in grigio) nella Germania Est del primo canale della Germania Federale ARD, con in nero le zone non coperte ed in rosso le città trasmittenti.

La geografia della Germania durante la guerra fredda permetteva ai segnali della TV occidentale (in particolare quelli di ARD) di penetrare in gran parte del territorio della RDT. Le aree senza ricezione, come ad esempio la Sassonia orientale intorno a Dresda, venivano scherzosamente chiamate "Valle degli ignari" (Tal der Ahnungslosen). Mentre i segnali radio di emittenti internazionali come la BBC o la stazione locale americana RIAS a Berlino Ovest potevano essere disturbati, era invece diplomaticamente e tecnicamente impossibile bloccare quelli della televisione tedesca occidentale poiché tale azione avrebbe intaccato la ricezione nelle aree della RFT portando così i tedeschi dell'ovest, nonostante i limiti dei trattati, a rivalersi contro le trasmissioni orientali.
La soluzione, secondo la DFF, fu quella di registrare del materiale della ARD e della ZDF non ben accolto a Est oppure la versione occidentale di una notizia e di ritrasmettere il tutto sul canale principale dell'emittente orientale con un commento che "spiegasse" il vero "significato" del frammento video, considerato come "falso" o "imperfetto".
Il programma iniziò il 21 marzo 1960 come una risposta a Die rote Optik ("L'ottica rossa"), una rubrica trasmessa ogni tre mesi dalla ARD tra il 1958 e il 1960 durante la quale Thilo Koch, il direttore dello studio di Berlino Ovest Norddeutscher Rundfunk, analizzava la propaganda televisiva della RDT tramite dei filmati originali. Il titolo Der Schwarze Kanal era un'allusione al programma rivale dell'ovest ed era un sinonimo della televisione della Germania occidentale. Come ulteriore risposta della RFT, la ZDF trasmise dal 1969 al 1988 il programma ZDF-Magazin con Gerhard Löwenthal.
All'inizio della prima puntata Schnitzler introdusse il programma agli spettatori nel seguente modo:
(Karl-Eduard von Schnitzler, Der schwarze Kanal in Medienobservationen)
I toni del suo discorso sono stati definiti polemici e aggressivi dall'Istituto di filologia dell'Università Ludwig Maximilian di Monaco.
Il programma venne interrotto il 30 ottobre 1989, poco prima dell'apertura dei confini con l'ovest avvenuta il 9 novembre, quando la televisione tedesca orientale si dichiarò "libera da interferenze governative" prima di unirsi l'anno seguente con le reti occidentali. 
Nel 1992, l'Ostdeutscher Rundfunk Brandenburg ha trasmesso un'ultima puntata realizzata alla fine del 1991, con nuovi commenti di Schnitzler.

## Concetto
Der Schwarze Kanal veniva proposto il lunedì sera, subito dopo la trasmissione dei popolari Montagsfilms (film del lunedì) delle 21:35, e mostrava notizie, rapporti e riviste politiche provenienti dalla televisione occidentale, con i commenti polemici e taglienti di Schnitzler. Tra gli altri rappresentanti del programma vi erano Günter Herlt, Ulrich Makosch e Heinz Grote, che impiegavano invece un tono meno aggressivo. Altri relatori furono Götz Förster, Volker Ott e Albert Reisz, che commentarono solo alcuni dati.
Lo scopo del programma era quella di presentare ai Multiplikatoren (come insegnanti, giornalisti e funzionari della Nationale Volksarmee ai quali era proibita la visione di programmi televisivi occidentali) e ai cittadini interessati le notizie occidentali selezionate e con un'interpretazione ideologica. In tal modo, i notiziari e le riviste della Germania occidentale venivano descritti come una propaganda del nemico di classe.
La grafica del titolo rappresentava un'aquila (simbolo della RFT) con una fascia nera, bianca e rossa sul petto rappresentante la bandiera dell'Impero tedesco antecedente alla prima guerra mondiale, mentre le antenne  rappresentavano una parodia del logo del notiziario Tagesschau della ARD.

## Accoglienza
L'Archivio radiotelevisivo tedesco ha accusato Schnitzler di aver manipolato le dichiarazioni attraverso tagli significativi nelle scene e il rimontaggio dei filmati.
Schnitzler, che originariamente lavorava alla Nordwestdeutscher Rundfunk, era uno dei commentatori più noti nei media della RDT. Veniva chiamato spesso "Karl-Eduard" e in una battuta si diceva "Karl-Eduard von Schni-" come allusione al fatto che anche prima di pronunciare completamente il suo nome, la TV era già spenta o il canale era stato cambiato. Inoltre, il cantautore Wolf Biermann inveì contro Schnitzler il 1º dicembre 1989 nella sua Ballade von den verdorbenen Greisen ("Ballata dei vecchi corrotti") affermando che il commentatore, soprannominato "Sudel-ede", doveva giacere tra i vermi ("im Grab noch die Würmer belügen müsse").
Soprattutto negli anni sessanta e nei primi settanta, il programma era considerato a volte come una specie di visione obbligatoria in alcuni settori. Ad esempio, il contenuto di Der Schwarze Kanal veniva utilizzato nell'istruzione politica dell'esercito (Nationale Volksarmee o Grenztruppen) e a discrezione durante le lezioni di educazione civica nelle scuole. Il programma veniva replicato il martedì mattina alle 11:30.
Il Deutsche Rundfunkarchiv ha in archivio i dati dell'audience del programma dal 1965 al 1990. Nei primi anni, Der Schwarze Kanal - repliche escluse - raggiunse un indice di ascolto medio compreso tra il 14 e il 25%, con ampie deviazioni in singole trasmissioni. Alla fine degli anni settanta, raggiunse a malapena i livelli a due cifre e gli ascolti continuarono a calare, con tassi medi tra il 3 e il 5% fino alla chiusura.

## Reperibilità
Circa 350 dei 1519 episodi del Der Schwarze Kanal, registrati dalle istituzioni occidentali durante la loro trasmissione in diretta sulla televisione della RDT, sono ora in possesso dell'archivio radiofonico tedesco. Nel corso della riunificazione tedesca, le sceneggiature della trasmissione e gli scritti completi dei commenti di Schnitzler sono disponibili come file PDF sul sito DRA, citato nei collegamenti esterni. Inoltre 33 episodi di Der Schwarze Kanal sono disponibili in commercio in un cofanetto con 6 DVD, per un totale di dodici ore.